# Banco Hang Seng

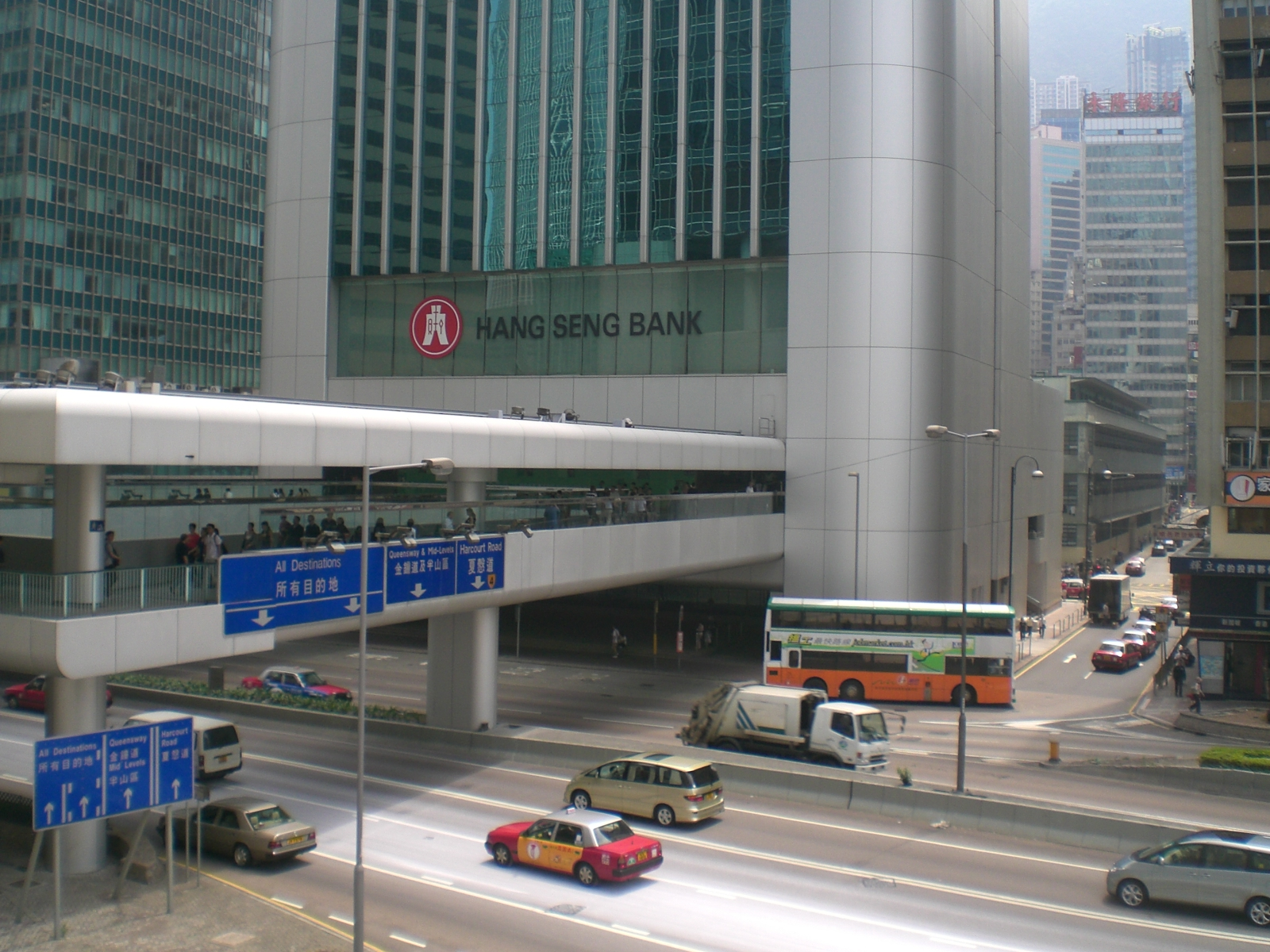
Sede central de Hang Seng Bank, localizadas en Hong Kong (Distrito Central).

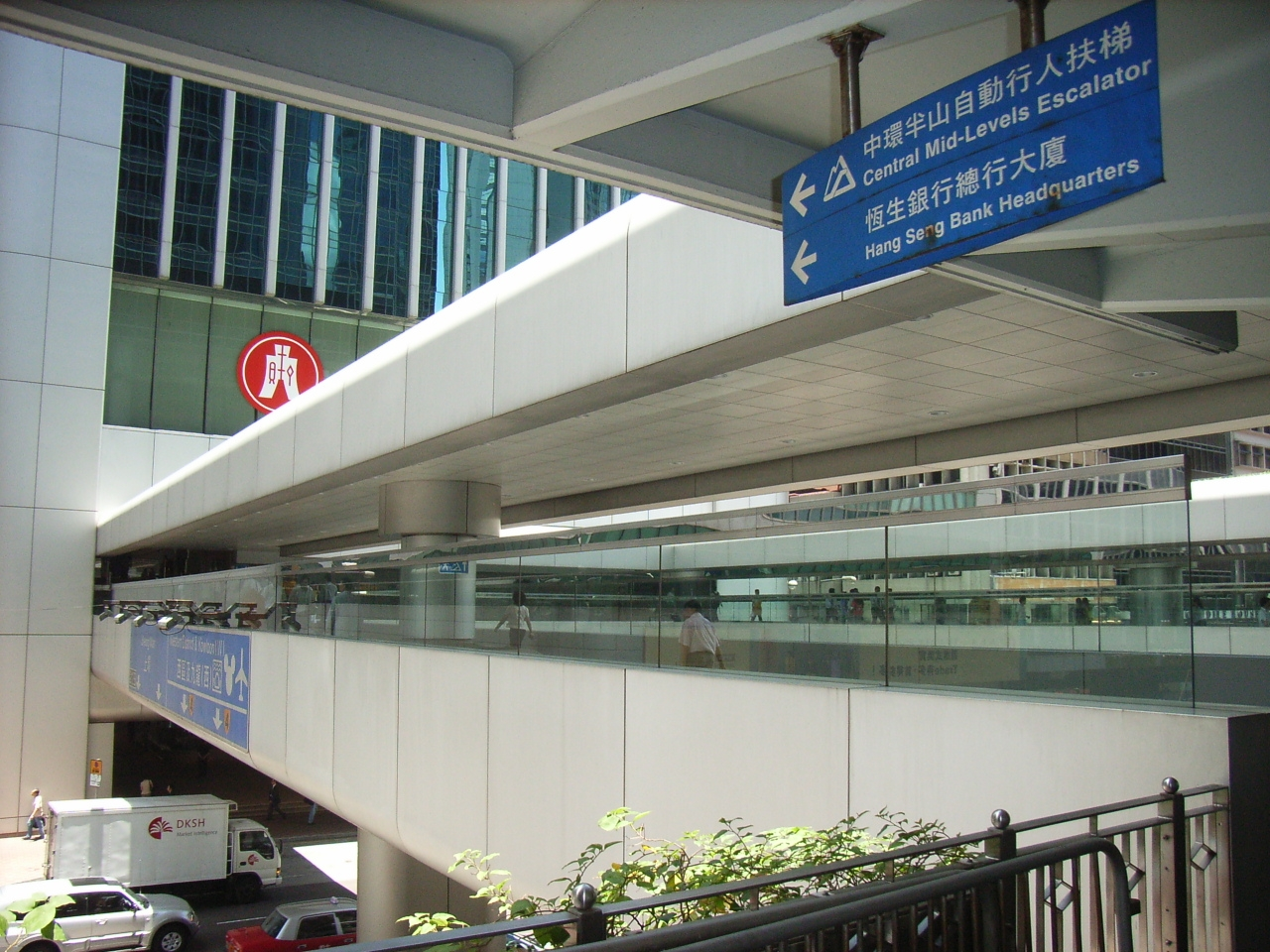
El puente que conecta con la sede de Hang Seng Bank.

Hang Seng Bank Limited (en chino tradicional, 恒生銀行有限公司) es el segundo mayor banco de Hong Kong. Es una compañía cotizada en bolsa que está participada mayoritariamente (62.14%) por el Grupo HSBC vía The Hongkong and Shanghai Banking Corporation. Hang Seng también constituye parte del índice bursátil Hang Seng Index. El actual vicedirector y director ejecutivo es Margaret Leung Ko May Yee. El antiguo director ejecutivo Vincent Cheng ha sido elegido para ser el director ejecutivo del Hongkong and Shanghai Banking Corporation, puesto que ocupó a partir del 5 de mayo de 2005.

## Historia
- 1933 Hang Seng abre una simple oficina de cambio de moneda en Hong Kong.
- 1952 Hang Seng se convierte en sociedad limitada dirigida a banca comercial.
- 1960 Hang Seng Bank se convierte en compañía pública.
- 1965 The Hongkong and Shanghai Banking Corporation (HSBC) adquiere el 51% de Hang Seng Bank.
- 1972 Hang Seng Bank cotiza en la bolsa de Hong Kong.
- 1985 Hang Seng Bank abre una oficina representativa en Shenzhen, en la República Popular China.
- 1995 Hang Seng Bank abre su primera sucursal en la China continental, en Cantón.
- 1997 Hang Seng Bank abre una sucursal en Shanghái.
- 2003 Hang Seng Bank abre una sucursal en Nankín y Macao.
- 2004 Hang Seng Bank adquiere el 15,98% del Industrial Bank (China), en Fujian, y abre una sucursal en Fuzhou.
- 2005 Hang Seng Bank renueva su oficina representativa en Pekín en una sucursal.
- 2007 Hang Seng Bank (China) Company Limited empieza sus operaciones.